# Campionato mondiale maschile under 21 di pallavolo 2019
Il campionato mondiale maschile under 21 di pallavolo 2019 si è svolto dal 18 al 27 luglio 2019 a Riffa, in Bahrein: al torneo hanno partecipato sedici squadre nazionali under 21 e la vittoria finale è andata per la prima volta all'Iran.

## Impianti
|                                                                 |  |  |
|                                                                 |  |  |
| Isa Sports City Città: Riffa Capienza: 8 000 Anno d'apertura: - |  |  |

## Regolamento

### Formula
Le squadre hanno disputato una prima fase a gironi con formula del girone all'italiana; al termine della prima fase le prime due classificate di ogni girone hanno acceduto ai gironi E e F, mentre le ultime due classificate di ogni girone ha acceduto ai gironi G e H. Le squadre hanno disputato una seconda fase a gironi con formula del girone all'italiana; al termine della seconda fase:
- Le prime due classificate del girone E e F hanno acceduto alla fase finale per il primo posto, strutturata in semifinali, finale per il terzo posto e finale.
- Le ultime due classificate del girone E e F hanno acceduto alla fase finale per il quinto posto, strutturata in semifinali, finale per il settimo posto e finale per il quinto posto.
- Le prime due classificate del girone G e H hanno acceduto alla fase finale per il nono posto, strutturata in semifinali, finale per l'undicesimo posto e finale per il nono posto.
- Le ultime due classificate del girone G e H hanno acceduto alla fase finale per il tredicesimo posto, strutturata in semifinali, finale per il quindicesimo posto e finale per il tredicesimo posto.

### Criteri di classifica
Se il risultato finale è stato di 3-0 o 3-1 sono stati assegnati 3 punti alla squadra vincente e 0 a quella sconfitta, se il risultato finale è stato di 3-2 sono stati assegnati 2 punti alla squadra vincente e 1 a quella sconfitta.
L'ordine del posizionamento in classifica è stato definito in base a:
- Numero di partite vinte;
- Punti;
- Ratio dei set vinti/persi;
- Ratio dei punti realizzati/subiti;
- Risultati degli scontri diretti.

## Squadre partecipanti
| Squadra       | Qualificazione                                      | Ultima partecipazione |
| ------------- | --------------------------------------------------- | --------------------- |
| Argentina     | 2ª al campionato sudamericano under 21 2018         | Repubblica Ceca 2017  |
| Bahrein       | Paese organizzatore                                 | Bahrein 1997          |
| Brasile       | 1ª al campionato sudamericano under 21 2018         | Repubblica Ceca 2017  |
| Canada        | 8ª nel ranking FIVB under 21                        | Repubblica Ceca 2017  |
| Cina          | 7ª nel ranking FIVB under 21                        | Repubblica Ceca 2017  |
| Corea del Sud | 2ª al campionato asiatico e oceaniano under 20 2018 | India 2005            |
| Cuba          | 1ª al campionato nordamericano under 21 2018        | Repubblica Ceca 2017  |
| Egitto        | 2ª al campionato africano under 21 2018             | Repubblica Ceca 2017  |
| Iran          | 1ª al campionato asiatico e oceaniano under 20 2018 | Repubblica Ceca 2017  |
| Italia        | 12ª nel ranking FIVB under 21                       | Repubblica Ceca 2017  |
| Marocco       | 11ª nel ranking FIVB under 21                       | Repubblica Ceca 2017  |
| Polonia       | 2ª nel ranking FIVB under 21                        | Repubblica Ceca 2017  |
| Porto Rico    | 3ª alla Coppa panamericana under 21 2019            | Brasile 2011          |
| Rep. Ceca     | 2ª al campionato europeo under 20 2018              | Repubblica Ceca 2017  |
| Russia        | 1ª al campionato europeo under 20 2018              | Repubblica Ceca 2017  |
| Tunisia       | 1ª al campionato africano under 21 2018             | Turchia 2013          |

## Torneo

### Prima fase
I gironi sono stati sorteggiati il 3 giugno 2019 a Manama.
| Girone A   | Girone B      | Girone C  | Girone D |
| ---------- | ------------- | --------- | -------- |
| Bahrein    | Argentina     | Iran      | Brasile  |
| Cina       | Corea del Sud | Rep. Ceca | Canada   |
| Marocco    | Cuba          | Russia    | Polonia  |
| Porto Rico | Egitto        | Tunisia   | Italia   |

#### Girone A

##### Risultati
| 18 luglio 2019 Isa Sports City (sala C), Riffa Durata: 1h:12 - Spettatori: 50    | Marocco    | 0 - 3 | Cina       | 16-25, 23-25, 13-25               |
| 18 luglio 2019 Isa Sports City (sala C), Riffa Durata: 1h:17 - Spettatori: 1 200 | Bahrein    | 3 - 0 | Porto Rico | 25-18, 25-14, 25-20               |
| 19 luglio 2019 Isa Sports City (sala C), Riffa Durata: 1h:30 - Spettatori: 50    | Cina       | 3 - 0 | Porto Rico | 25-23, 25-22, 25-23               |
| 19 luglio 2019 Isa Sports City (sala C), Riffa Durata: 2h:24 - Spettatori: 1 100 | Marocco    | 2 - 3 | Bahrein    | 14-25, 25-23, 21-25, 25-22, 12-15 |
| 20 luglio 2019 Isa Sports City (sala C), Riffa Durata: 2h:12 - Spettatori: 50    | Porto Rico | 3 - 1 | Marocco    | 25-22, 25-21, 34-36, 25-20        |
| 20 luglio 2019 Isa Sports City (sala C), Riffa Durata: 1h:43 - Spettatori: 2 000 | Cina       | 3 - 1 | Bahrein    | 25-19, 23-25, 25-18, 25-15        |

##### Classifica
| Pos | Squadra    | Pt | G | V | P | SV | SP | Ratio | PF  | PS  | Ratio |
| --- | ---------- | -- | - | - | - | -- | -- | ----- | --- | --- | ----- |
| 1   | Cina       | 9  | 3 | 3 | 0 | 9  | 1  | 9,000 | 248 | 197 | 1,258 |
| 2   | Bahrein    | 5  | 3 | 2 | 1 | 7  | 5  | 1,400 | 262 | 247 | 1,060 |
| 3   | Porto Rico | 3  | 3 | 1 | 2 | 3  | 7  | 0,428 | 229 | 249 | 0,919 |
| 4   | Marocco    | 1  | 3 | 0 | 3 | 3  | 9  | 0,333 | 248 | 294 | 0,843 |

#### Girone B

##### Risultati
| 18 luglio 2019 Isa Sports City (sala B), Riffa Durata: 1h:46 - Spettatori: 40 | Cuba          | 1 - 3 | Corea del Sud | 25-27, 25-17, 22-25, 25-27        |
| 18 luglio 2019 Isa Sports City (sala B), Riffa Durata: 1h:51 - Spettatori: 15 | Argentina     | 3 - 1 | Egitto        | 25-19, 26-24, 22-25, 25-18        |
| 19 luglio 2019 Isa Sports City (sala B), Riffa Durata: 1h:18 - Spettatori: 50 | Corea del Sud | 3 - 0 | Egitto        | 25-22, 25-18, 25-21               |
| 19 luglio 2019 Isa Sports City (sala B), Riffa Durata: 2h:14 - Spettatori: 50 | Cuba          | 3 - 2 | Argentina     | 25-23, 25-23, 19-25, 22-25, 15-13 |
| 20 luglio 2019 Isa Sports City (sala B), Riffa Durata: 1h:55 - Spettatori: 50 | Corea del Sud | 1 - 3 | Argentina     | 25-20, 27-29, 22-25, 22-25        |
| 20 luglio 2019 Isa Sports City (sala B), Riffa Durata: 1h:56 - Spettatori: 50 | Cuba          | 3 - 2 | Egitto        | 26-24, 25-20, 21-25, 20-25, 15-9  |

##### Classifica
| Pos | Squadra       | Pt | G | V | P | SV | SP | Ratio | PF  | PS  | Ratio |
| --- | ------------- | -- | - | - | - | -- | -- | ----- | --- | --- | ----- |
| 1   | Argentina     | 7  | 3 | 2 | 1 | 8  | 5  | 1,600 | 306 | 288 | 1,062 |
| 2   | Corea del Sud | 6  | 3 | 2 | 1 | 7  | 4  | 1,750 | 267 | 257 | 1,038 |
| 3   | Cuba          | 4  | 3 | 2 | 1 | 7  | 7  | 1,000 | 310 | 308 | 1,006 |
| 4   | Egitto        | 1  | 3 | 0 | 3 | 3  | 9  | 0,333 | 250 | 280 | 0,892 |

#### Girone C

##### Risultati
| 18 luglio 2019 Isa Sports City (sala C), Riffa Durata: 1h:17 - Spettatori: 100 | Iran    | 3 - 0 | Tunisia   | 25-13, 25-19, 25-19        |
| 18 luglio 2019 Isa Sports City (sala C), Riffa Durata: 1h:39 - Spettatori: 50  | Russia  | 3 - 1 | Rep. Ceca | 25-22, 18-25, 25-21, 25-13 |
| 19 luglio 2019 Isa Sports City (sala C), Riffa Durata: 1h:29 - Spettatori: 50  | Tunisia | 0 - 3 | Rep. Ceca | 21-25, 21-25, 21-25        |
| 19 luglio 2019 Isa Sports City (sala C), Riffa Durata: 2h:15 - Spettatori: 200 | Iran    | 2 - 3 | Russia    | 19-25, 25-23, 21-25, 14-16 |
| 20 luglio 2019 Isa Sports City (sala C), Riffa Durata: 1h:15 - Spettatori: 50  | Tunisia | 0 - 3 | Russia    | 23-25, 17-25, 15-25        |
| 20 luglio 2019 Isa Sports City (sala C), Riffa Durata: 1h:31 - Spettatori: 100 | Iran    | 3 - 0 | Rep. Ceca | 29-27, 25-18, 26-24        |

##### Classifica
| Pos | Squadra   | Pt | G | V | P | SV | SP | Ratio | PF  | PS  | Ratio |
| --- | --------- | -- | - | - | - | -- | -- | ----- | --- | --- | ----- |
| 1   | Russia    | 8  | 3 | 3 | 0 | 9  | 3  | 3,000 | 278 | 240 | 1,158 |
| 2   | Iran      | 7  | 3 | 2 | 2 | 8  | 3  | 2,666 | 259 | 230 | 1,126 |
| 3   | Rep. Ceca | 3  | 3 | 1 | 2 | 4  | 6  | 0,666 | 225 | 236 | 0,953 |
| 4   | Tunisia   | 0  | 3 | 0 | 3 | 0  | 9  | 0,000 | 169 | 225 | 0,751 |

#### Girone D

##### Risultati
| 18 luglio 2019 Isa Sports City (sala B), Riffa Durata: 1h:52 - Spettatori: 50  | Polonia | 1 - 3 | Brasile | 23-25, 25-23, 18-25, 19-25 |
| 18 luglio 2019 Isa Sports City (sala B), Riffa Durata: 1h:14 - Spettatori: 150 | Italia  | 3 - 0 | Canada  | 25-17, 25-17, 25-15        |
| 19 luglio 2019 Isa Sports City (sala B), Riffa Durata: 1h:10 - Spettatori: 50  | Brasile | 3 - 0 | Canada  | 25-15, 25-19, 25-13        |
| 19 luglio 2019 Isa Sports City (sala B), Riffa Durata: 1h:25 - Spettatori: 50  | Polonia | 0 - 3 | Italia  | 23-25, 21-25, 26-28        |
| 20 luglio 2019 Isa Sports City (sala B), Riffa Durata: 1h:19 - Spettatori: 150 | Brasile | 0 - 3 | Italia  | 22-25, 15-25, 18-25        |
| 20 luglio 2019 Isa Sports City (sala B), Riffa Durata: 2h:02 - Spettatori: 50  | Polonia | 3 - 1 | Canada  | 20-25, 25-20, 25-18, 26-24 |

##### Classifica
| Pos | Squadra | Pt | G | V | P | SV | SP | Ratio | PF  | PS  | Ratio |
| --- | ------- | -- | - | - | - | -- | -- | ----- | --- | --- | ----- |
| 1   | Italia  | 9  | 3 | 3 | 0 | 9  | 0  | MAX   | 228 | 174 | 1,310 |
| 2   | Brasile | 6  | 3 | 2 | 1 | 6  | 4  | 1,500 | 228 | 207 | 1,101 |
| 3   | Polonia | 3  | 3 | 1 | 2 | 4  | 7  | 0,571 | 251 | 263 | 0,954 |
| 4   | Canada  | 0  | 3 | 0 | 3 | 1  | 9  | 0,111 | 183 | 246 | 0,743 |

### Seconda fase
| Girone E      | Girone F  | Girone G   | Girone H |
| ------------- | --------- | ---------- | -------- |
| Brasile       | Argentina | Canada     | Cuba     |
| Cina          | Bahrein   | Egitto     | Marocco  |
| Corea del Sud | Iran      | Porto Rico | Polonia  |
| Russia        | Italia    | Rep. Ceca  | Tunisia  |

#### Girone E

##### Risultati
| 22 luglio 2019 Isa Sports City (sala C), Riffa Durata: 1h:28 - Spettatori: 100 | Cina          | 0 - 3 | Brasile | 26-28, 23-25, 21-25        |
| 22 luglio 2019 Isa Sports City (sala C), Riffa Durata: 1h:04 - Spettatori: 50  | Corea del Sud | 0 - 3 | Russia  | 16-25, 13-25, 15-25        |
| 23 luglio 2019 Isa Sports City (sala C), Riffa Durata: 1h:52 - Spettatori: 50  | Russia        | 1 - 3 | Brasile | 25-21, 22-25, 20-25, 22-25 |
| 23 luglio 2019 Isa Sports City (sala C), Riffa Durata: 1h:10 - Spettatori: 200 | Corea del Sud | 0 - 3 | Cina    | 18-25, 22-25, 20-25        |
| 24 luglio 2019 Isa Sports City (sala C), Riffa Durata: 1h:07 - Spettatori: 50  | Corea del Sud | 0 - 3 | Brasile | 19-25, 13-25, 19-25        |
| 24 luglio 2019 Isa Sports City (sala C), Riffa Durata: 1h:11 - Spettatori: 150 | Russia        | 3 - 0 | Cina    | 25-21, 25-19, 25-17        |

##### Classifica
| Pos | Squadra       | Pt | G | V | P | SV | SP | Ratio | PF  | PS  | Ratio |
| --- | ------------- | -- | - | - | - | -- | -- | ----- | --- | --- | ----- |
| 1   | Brasile       | 9  | 3 | 3 | 0 | 9  | 1  | 9,000 | 249 | 210 | 1,185 |
| 2   | Russia        | 6  | 3 | 2 | 1 | 7  | 3  | 2,333 | 239 | 197 | 1,213 |
| 3   | Cina          | 3  | 3 | 1 | 2 | 3  | 6  | 0,500 | 202 | 213 | 0,948 |
| 4   | Corea del Sud | 0  | 3 | 0 | 3 | 0  | 9  | 0,000 | 155 | 225 | 0,688 |

#### Girone F

##### Risultati
| 22 luglio 2019 Isa Sports City (sala C), Riffa Durata: 2h:07 - Spettatori: 100   | Argentina | 1 - 3 | Iran      | 19-25, 25-23, 22-25, 30-32 |
| 22 luglio 2019 Isa Sports City (sala C), Riffa Durata: 1h:06 - Spettatori: 1 700 | Bahrein   | 0 - 3 | Italia    | 10-25, 15-25, 13-25        |
| 23 luglio 2019 Isa Sports City (sala C), Riffa Durata: 2h:03 - Spettatori: 200   | Italia    | 3 - 1 | Iran      | 25-23, 25-22, 20-25, 31-29 |
| 23 luglio 2019 Isa Sports City (sala C), Riffa Durata: 1h:38 - Spettatori: 1 200 | Bahrein   | 1 - 3 | Argentina | 22-25, 19-25, 25-19, 15-25 |
| 24 luglio 2019 Isa Sports City (sala C), Riffa Durata: 1h:13 - Spettatori: 200   | Italia    | 3 - 0 | Argentina | 25-21, 25-13, 25-19        |
| 24 luglio 2019 Isa Sports City (sala C), Riffa Durata: 1h:09 - Spettatori: 400   | Bahrein   | 0 - 3 | Iran      | 18-25, 14-25, 18-25        |

##### Classifica
| Pos | Squadra   | Pt | G | V | P | SV | SP | Ratio | PF  | PS  | Ratio |
| --- | --------- | -- | - | - | - | -- | -- | ----- | --- | --- | ----- |
| 1   | Italia    | 9  | 3 | 3 | 0 | 9  | 1  | 9,000 | 251 | 190 | 1,321 |
| 2   | Iran      | 6  | 3 | 2 | 1 | 7  | 4  | 1,750 | 279 | 247 | 1,129 |
| 3   | Argentina | 3  | 3 | 1 | 2 | 4  | 7  | 0,571 | 243 | 261 | 0,931 |
| 4   | Bahrein   | 0  | 3 | 0 | 3 | 1  | 9  | 0,111 | 169 | 244 | 0,692 |

#### Girone G

##### Risultati
| 22 luglio 2019 Isa Sports City (sala B), Riffa Durata: 1h:44 - Spettatori: 50 | Porto Rico | 1 - 3 | Canada     | 19-25, 14-25, 25-19, 17-25        |
| 22 luglio 2019 Isa Sports City (sala B), Riffa Durata: 1h:58 - Spettatori: 50 | Egitto     | 1 - 3 | Rep. Ceca  | 27-29, 27-25, 26-28, 21-25        |
| 23 luglio 2019 Isa Sports City (sala B), Riffa Durata: 2h:09 - Spettatori: 50 | Rep. Ceca  | 2 - 3 | Canada     | 19-25, 25-20, 26-28, 25-15, 15-17 |
| 23 luglio 2019 Isa Sports City (sala B), Riffa Durata: 2h:15 - Spettatori: 50 | Egitto     | 3 - 2 | Porto Rico | 25-23, 21-25, 22-25, 25-19, 15-12 |
| 24 luglio 2019 Isa Sports City (sala B), Riffa Durata: 1h:59 - Spettatori: 50 | Egitto     | 3 - 1 | Canada     | 26-24, 25-21, 26-28, 25-23        |
| 24 luglio 2019 Isa Sports City (sala B), Riffa Durata: 1h:49 - Spettatori: 50 | Rep. Ceca  | 3 - 1 | Porto Rico | 25-13, 25-18, 20-25, 28-26        |

##### Classifica
| Pos | Squadra    | Pt | G | V | P | SV | SP | Ratio | PF  | PS  | Ratio |
| --- | ---------- | -- | - | - | - | -- | -- | ----- | --- | --- | ----- |
| 1   | Rep. Ceca  | 7  | 3 | 2 | 1 | 8  | 5  | 1,600 | 315 | 288 | 1,093 |
| 2   | Canada     | 5  | 3 | 2 | 1 | 7  | 6  | 1,166 | 295 | 287 | 1,027 |
| 3   | Egitto     | 5  | 3 | 2 | 1 | 7  | 6  | 1,166 | 311 | 307 | 1,013 |
| 4   | Porto Rico | 1  | 3 | 0 | 3 | 4  | 9  | 0,444 | 261 | 300 | 0,870 |

#### Girone H

##### Risultati
| 22 luglio 2019 Isa Sports City (sala B), Riffa Durata: 1h:29 - Spettatori: 50 | Cuba    | 3 - 0 | Tunisia | 25-19, 25-19, 25-22               |
| 22 luglio 2019 Isa Sports City (sala B), Riffa Durata: 1h:06 - Spettatori: 50 | Marocco | 0 - 3 | Polonia | 16-25, 16-25, 11-25               |
| 23 luglio 2019 Isa Sports City (sala B), Riffa Durata: 1h:14 - Spettatori: 50 | Polonia | 3 - 0 | Tunisia | 25-21, 25-16, 25-20               |
| 23 luglio 2019 Isa Sports City (sala B), Riffa Durata: 1h:10 - Spettatori: 50 | Marocco | 0 - 3 | Cuba    | 15-25, 22-25, 13-25               |
| 24 luglio 2019 Isa Sports City (sala B), Riffa Durata: 2h:09 - Spettatori: 50 | Marocco | 2 - 3 | Tunisia | 25-19, 19-25, 25-23, 19-25, 14-16 |
| 24 luglio 2019 Isa Sports City (sala B), Riffa Durata: 2h:07 - Spettatori: 50 | Polonia | 1 - 3 | Cuba    | 25-21, 24-26, 22-25, 31-33        |

##### Classifica
| Pos | Squadra | Pt | G | V | P | SV | SP | Ratio | PF  | PS  | Ratio |
| --- | ------- | -- | - | - | - | -- | -- | ----- | --- | --- | ----- |
| 1   | Cuba    | 9  | 3 | 3 | 0 | 9  | 1  | 9,000 | 255 | 212 | 1,202 |
| 2   | Polonia | 6  | 3 | 2 | 1 | 7  | 3  | 2,333 | 252 | 205 | 1,229 |
| 3   | Tunisia | 2  | 3 | 1 | 2 | 3  | 8  | 0,375 | 225 | 252 | 0,892 |
| 4   | Marocco | 1  | 3 | 0 | 3 | 2  | 9  | 0,222 | 195 | 258 | 0,755 |

### Fase finale

#### Finali 1º e 3º posto
|  | Semifinali | Semifinali | Semifinali |      |        | Finale 1º/2º posto | Finale 1º/2º posto | Finale 1º/2º posto |  |
|  |            |            |            |      |        |                    |                    |                    |  |
|  | Italia     | Italia     | 3          |      |        |                    |                    |                    |  |
|  | Italia     | Italia     | 3          |      |        |                    |                    |                    |  |
|  | Russia     | Russia     | 1          |      |        |                    |                    |                    |  |
|  | Russia     | Russia     | 1          |      | Italia | Italia             | 2                  |                    |  |
|  |            |            |            |      | Italia | Italia             | 2                  |                    |  |
|  |            |            | Iran       | Iran | 3      |                    |                    |                    |  |
|  | Brasile    | Brasile    | Iran       | Iran | 3      | 0                  |                    |                    |  |
|  | Brasile    | Brasile    |            |      |        | 0                  |                    |                    |  |
|  | Iran       | Iran       | 3          |      |        | Finale 3º/4º posto | Finale 3º/4º posto | Finale 3º/4º posto |  |
|  | Iran       | Iran       | 3          |      |        |                    |                    |                    |  |
|  |            |            |            |      |        |                    |                    |                    |  |
|  |            |            |            |      |        | Russia             | Russia             | 0                  |  |
|  |            |            |            |      |        | Russia             | Russia             | 0                  |  |
|  |            |            |            |      |        | Brasile            | Brasile            | 3                  |  |

##### Semifinali
| 26 luglio 2019 Isa Sports City (sala C), Riffa Durata: 1h:52 - Spettatori: 600 | Italia  | 3 - 1 | Russia | 24-26, 25-19, 25-22, 25-21 |
| 26 luglio 2019 Isa Sports City (sala C), Riffa Durata: 1h:21 - Spettatori: 700 | Brasile | 0 - 3 | Iran   | 20-25, 14-25, 17-25        |

##### Finale 3º posto
| 27 luglio 2019 Isa Sports City (sala C), Riffa Durata: 1h:18 - Spettatori: 100 | Russia | 0 - 3 | Brasile | 21-25, 25-27, 12-25 |

##### Finale 1º posto
| 27 luglio 2019 Isa Sports City (sala C), Riffa Durata: 2h:14 - Spettatori: 2 000 | Italia | 2 - 3 | Iran | 25-17, 17-25, 23-25, 25-22, 12-15 |

#### Finali 5º e 7º posto
|  | Semifinali    | Semifinali    | Semifinali |           |      | Finale 5º/6º posto | Finale 5º/6º posto | Finale 5º/6º posto |  |
|  |               |               |            |           |      |                    |                    |                    |  |
|  | Cina          | Cina          | 3          |           |      |                    |                    |                    |  |
|  | Cina          | Cina          | 3          |           |      |                    |                    |                    |  |
|  | Bahrein       | Bahrein       | 0          |           |      |                    |                    |                    |  |
|  | Bahrein       | Bahrein       | 0          |           | Cina | Cina               | 1                  |                    |  |
|  |               |               |            |           | Cina | Cina               | 1                  |                    |  |
|  |               |               | Argentina  | Argentina | 3    |                    |                    |                    |  |
|  | Argentina     | Argentina     | Argentina  | Argentina | 3    | 3                  |                    |                    |  |
|  | Argentina     | Argentina     |            |           |      | 3                  |                    |                    |  |
|  | Corea del Sud | Corea del Sud | 0          |           |      | Finale 7º/8º posto | Finale 7º/8º posto | Finale 7º/8º posto |  |
|  | Corea del Sud | Corea del Sud | 0          |           |      |                    |                    |                    |  |
|  |               |               |            |           |      |                    |                    |                    |  |
|  |               |               |            |           |      | Bahrein            | Bahrein            | 1                  |  |
|  |               |               |            |           |      | Bahrein            | Bahrein            | 1                  |  |
|  |               |               |            |           |      | Corea del Sud      | Corea del Sud      | 3                  |  |

##### Semifinali
| 26 luglio 2019 Isa Sports City (sala C), Riffa Durata: 1h:17 - Spettatori: 50 | Cina      | 3 - 0 | Bahrein       | 25-23, 25-18, 25-18 |
| 26 luglio 2019 Isa Sports City (sala C), Riffa Durata: 1h:20 - Spettatori: 50 | Argentina | 3 - 0 | Corea del Sud | 29-27, 25-21, 25-21 |

##### Finale 7º posto
| 27 luglio 2019 Isa Sports City (sala C), Riffa Durata: 1h:44 - Spettatori: 50 | Bahrein | 1 - 3 | Corea del Sud | 19-25, 23-25, 25-13, 23-25 |

##### Finale 5º posto
| 27 luglio 2019 Isa Sports City (sala C), Riffa Durata: 1h:39 - Spettatori: 50 | Cina | 1 - 3 | Argentina | 25-23, 23-25, 19-25, 19-25 |

#### Finali 9º e 11º posto
|  | Semifinali | Semifinali | Semifinali |           |      | Finale 9º/10º posto  | Finale 9º/10º posto  | Finale 9º/10º posto  |  |
|  |            |            |            |           |      |                      |                      |                      |  |
|  | Cuba       | Cuba       | 3          |           |      |                      |                      |                      |  |
|  | Cuba       | Cuba       | 3          |           |      |                      |                      |                      |  |
|  | Canada     | Canada     | 0          |           |      |                      |                      |                      |  |
|  | Canada     | Canada     | 0          |           | Cuba | Cuba                 | 0                    |                      |  |
|  |            |            |            |           | Cuba | Cuba                 | 0                    |                      |  |
|  |            |            | Rep. Ceca  | Rep. Ceca | 3    |                      |                      |                      |  |
|  | Rep. Ceca  | Rep. Ceca  | Rep. Ceca  | Rep. Ceca | 3    | 3                    |                      |                      |  |
|  | Rep. Ceca  | Rep. Ceca  |            |           |      | 3                    |                      |                      |  |
|  | Polonia    | Polonia    | 2          |           |      | Finale 11º/12º posto | Finale 11º/12º posto | Finale 11º/12º posto |  |
|  | Polonia    | Polonia    | 2          |           |      |                      |                      |                      |  |
|  |            |            |            |           |      |                      |                      |                      |  |
|  |            |            |            |           |      | Canada               | Canada               | 2                    |  |
|  |            |            |            |           |      | Canada               | Canada               | 2                    |  |
|  |            |            |            |           |      | Polonia              | Polonia              | 3                    |  |

##### Semifinali
| 26 luglio 2019 Isa Sports City (sala B), Riffa Durata: 1h:57 - Spettatori: 50 | Cuba      | 3 - 0 | Canada  | 25-19, 28-26, 25-19              |
| 26 luglio 2019 Isa Sports City (sala B), Riffa Durata: 2h:01 - Spettatori: 50 | Rep. Ceca | 3 - 2 | Polonia | 25-20, 22-25, 19-25, 25-20, 15-9 |

##### Finale 11º posto
| 27 luglio 2019 Isa Sports City (sala B), Riffa Durata: 2h:14 - Spettatori: 200 | Canada | 2 - 3 | Polonia | 25-15, 23-25, 26-28, 25-23, 12-15 |

##### Finale 9º posto
| 27 luglio 2019 Isa Sports City (sala B), Riffa Durata: 1h:50 - Spettatori: 50 | Cuba | 0 - 3 | Rep. Ceca | 26-28, 24-26, 20-25 |

#### Finali 13º e 15º posto
|  | Semifinali | Semifinali | Semifinali |         |        | Finale 13º/14º posto | Finale 13º/14º posto | Finale 13º/14º posto |  |
|  |            |            |            |         |        |                      |                      |                      |  |
|  | Egitto     | Egitto     | 3          |         |        |                      |                      |                      |  |
|  | Egitto     | Egitto     | 3          |         |        |                      |                      |                      |  |
|  | Marocco    | Marocco    | 1          |         |        |                      |                      |                      |  |
|  | Marocco    | Marocco    | 1          |         | Egitto | Egitto               | 3                    |                      |  |
|  |            |            |            |         | Egitto | Egitto               | 3                    |                      |  |
|  |            |            | Tunisia    | Tunisia | 1      |                      |                      |                      |  |
|  | Tunisia    | Tunisia    | Tunisia    | Tunisia | 1      | 3                    |                      |                      |  |
|  | Tunisia    | Tunisia    |            |         |        | 3                    |                      |                      |  |
|  | Porto Rico | Porto Rico | 2          |         |        | Finale 15º/16º posto | Finale 15º/16º posto | Finale 15º/16º posto |  |
|  | Porto Rico | Porto Rico | 2          |         |        |                      |                      |                      |  |
|  |            |            |            |         |        |                      |                      |                      |  |
|  |            |            |            |         |        | Marocco              | Marocco              | 3                    |  |
|  |            |            |            |         |        | Marocco              | Marocco              | 3                    |  |
|  |            |            |            |         |        | Porto Rico           | Porto Rico           | 2                    |  |

##### Semifinali
| 26 luglio 2019 Isa Sports City (sala B), Riffa Durata: 1h:48 - Spettatori: 50 | Egitto  | 3 - 1 | Marocco    | 25-20, 18-25, 25-19, 25-22        |
| 26 luglio 2019 Isa Sports City (sala B), Riffa Durata: 2h:11 - Spettatori: 50 | Tunisia | 3 - 2 | Porto Rico | 25-22, 25-18, 23-25, 26-28, 15-12 |

##### Finale 15º posto
| 27 luglio 2019 Isa Sports City (sala B), Riffa Durata: 2h:24 - Spettatori: 50 | Marocco | 3 - 2 | Porto Rico | 25-22, 25-22, 32-34, 19-25, 15-12 |

##### Finale 13º posto
| 27 luglio 2019 Isa Sports City (sala B), Riffa Durata: 2h:24 - Spettatori: 50 | Egitto | 3 - 1 | Tunisia | 25-19, 20-25, 25-14, 25-22 |

## Classifica finale
| Pos | Squadra       | Rosa |
| --- | ------------- | --- |
|     | Iran          | Formazione: 1 Ghaziani, 2 Hazratpour, 4 Toukhteh, 6 Khah, 7 Daneshdoust, 9 Feyzemamdoust, 11 Saadat, 12 Esfandiar, 13 Kamalabadi, 18 Joshaghani, 20 Yali, 21 Sharifi, CT: Ataei |
|     | Italia        | Formazione: 1 Gardini, 2 Cortesia, 4 Zonta, 5 Motzo, 7 Federici, 9 Recine, 12 Mosca, 13 Gargiulo, 14 Cantagalli, 15 Gamba, 18 Sperotto, 19 Lavia, CT: Cresta                    |
|     | Brasile       | Formazione: 1 Ghaziani, 2 Hazratpour, 4 Toukhteh, 6 Khah, 7 Daneshdoust, 9 Feyzemamdoust, 11 Saadat, 12 Esfandiar, 13 Kamalabadi, 18 Joshaghani, 20 Yali, 21 Sharifi, CT: Ataei |
| 4   | Russia        | |
| 5   | Argentina     | |
| 6   | Cina          | |
| 7   | Corea del Sud | |
| 8   | Bahrein       | |
| 9   | Rep. Ceca     | |
| 10  | Cuba          | |
| 11  | Polonia       | |
| 12  | Canada        | |
| 13  | Egitto        | |
| 14  | Tunisia       | |
| 15  | Marocco       | |
| 16  | Porto Rico    | |

## Premi individuali
| Premio                | Nome                 | Squadra |
| --------------------- | -------------------- | ------- |
| MVP                   | Amir Esfandiar       | Iran    |
| Miglior palleggiatore | Lorenzo Sperotto     | Italia  |
| Miglior opposto       | Maksim Sapožkov      | Russia  |
| Miglior schiacciatore | Daniele Lavia        | Italia  |
| Miglior schiacciatore | Morteza Sharifi      | Iran    |
| Miglior centrale      | Lorenzo Cortesia     | Italia  |
| Miglior centrale      | Guilherme dos Santos | Brasile |
| Miglior libero        | Mohammad Hazratpour  | Iran    |